# Barter Kings
Barter Kings (conocida como Los Reyes del trueque en España) es una serie de televisión Reality Show en A&E en los Estados Unidos. La serie se estrenó el 12 de junio de 2012,, el 23 de febrero de 2013 en España y en Latinoamérica se estrenó el 6 de marzo de 2013. En el programa cuentan con Antonio Palazzola y Steve McHugh de como intercambiar objetos para obtener mejores artículos sin necesidad de gastar dinero. Antonio sufre el síndrome de Tourette, lo que complica su negociación.

## Episodios
| Temporadas | Temporadas | Episodios | Estreno en Estados Unidos | Estreno en Estados Unidos | Estreno en Latinoamérica | Estreno en Latinoamérica |
| Temporadas | Temporadas | Episodios | Inicio                    | Final                     | Inicio                   | Final                    |
| ---------- | ---------- | --------- | ------------------------- | ------------------------- | ------------------------ | ------------------------ |
|            | 1          | 14        | 12 de junio de 2012       | 1 de agosto de 2012       | 6 de marzo de 2013       | 24 de abril de 2013      |
|            | 2          | 6         | 9 de enero de 2013        | 13 de febrero de 2013     | 3 de julio de 2013       | 7 de agosto de 2013      |
|            | 3          | 8         | 6 de agosto de 2013       | 1 de octubre de 2013      | 9 de enero de 2014       | 5 de marzo de 2014       |

El 12 de diciembre de 2012, A&E anunció que la serie ha sido renovada para una segunda temporada de seis episodios y además se amplió a un formato de hora. El 5 de julio de 2013. A&E anunció que la tercera temporada se estrenaría el 6 de agosto de 2013, y consistiría de 8 episodios